# バナディール州
バナディール州（バナディールしゅう、ソマリ語: Banaadir、アラビア語: بنادر）は、ソマリアの連邦構成体。正式名称はバナディール地方行政（Banadir Regional Administration）。ベナディール（Benadir）とも。州都はソマリアの首都でもあるモガディシオ。北を中部シェベリ州、南を下部シェベリ州と接し、東はインド洋に面する。行政はモガディシュ市と統合されている。
人口は165万人（2014年推定）で、そのうち約37万人は国内避難民（IDP）だと見積もられている。ソマリア18州のうちで最小の州であり、州領域はほぼモガディシオ市街地と同一である。そのため全域が都市部（Urban）に分類されている。歴史的領域としてのバナディール（ベナディール、ベナディール海岸。旧イタリア領ソマリアの海岸部を指す）よりはかなり狭い領域を州領域とする。
ソマリ語のバナディールはペルシャ語のバンダル（bandar）に由来しており、「港」または「波止場」という意味である（バンダル・アッバースなど）。これは、この海岸部の代表的な港であるバラワやモガディシオを指した言葉である。

## 隣接州
- 下部シェベリ州
- 中部シェベリ州

## 歴史
シアド・バーレ政権崩壊後、ソマリアの中枢であるバナディールには安定した勢力は存在せず、軍閥が群雄割拠し武力紛争の絶えない状態にある。1991年には反政府勢力である統一ソマリ会議がバナディールを制圧しバーレを追放、アリ・マハディ・モハメドを暫定大統領とするも、モハメド派とアイディード派の分裂により政府は崩壊、両派の戦闘の中心となったバナディールは荒廃した。1992年12月に国連PKOが展開を開始し、アメリカ軍を中心とする多国籍軍がバナディール全土に展開するが、1993年10月のモガディシュの戦闘によって打撃を受けたアメリカ軍は撤兵し（ブラックホーク・ダウン）、バナディールは両派によって2分され激しい戦闘はなおも続いた。ソマリア暫定連邦政府が樹立されるもバナディールに支配を及ぼすことができないまま、2006年6月、イスラム法廷会議がバナディールを制圧。しかしこれに危機感を抱いたエチオピアが暫定政府とともに侵攻を開始し、2006年12月28日にバナディールはエチオピアと暫定政府の支配下に入った。エチオピア撤兵後、安定しない暫定政府の隙を突いて2009年にアル・シャバブやヒズブル・イスラムが蜂起し、バナディールは再び分割されることとなった。
ソマリア暫定政府は2011年にアル・シャバブをバナディール州から追放し、現在はソマリア連邦共和国（2012年に暫定政府が国際的に認められて発足）の統治下にある。

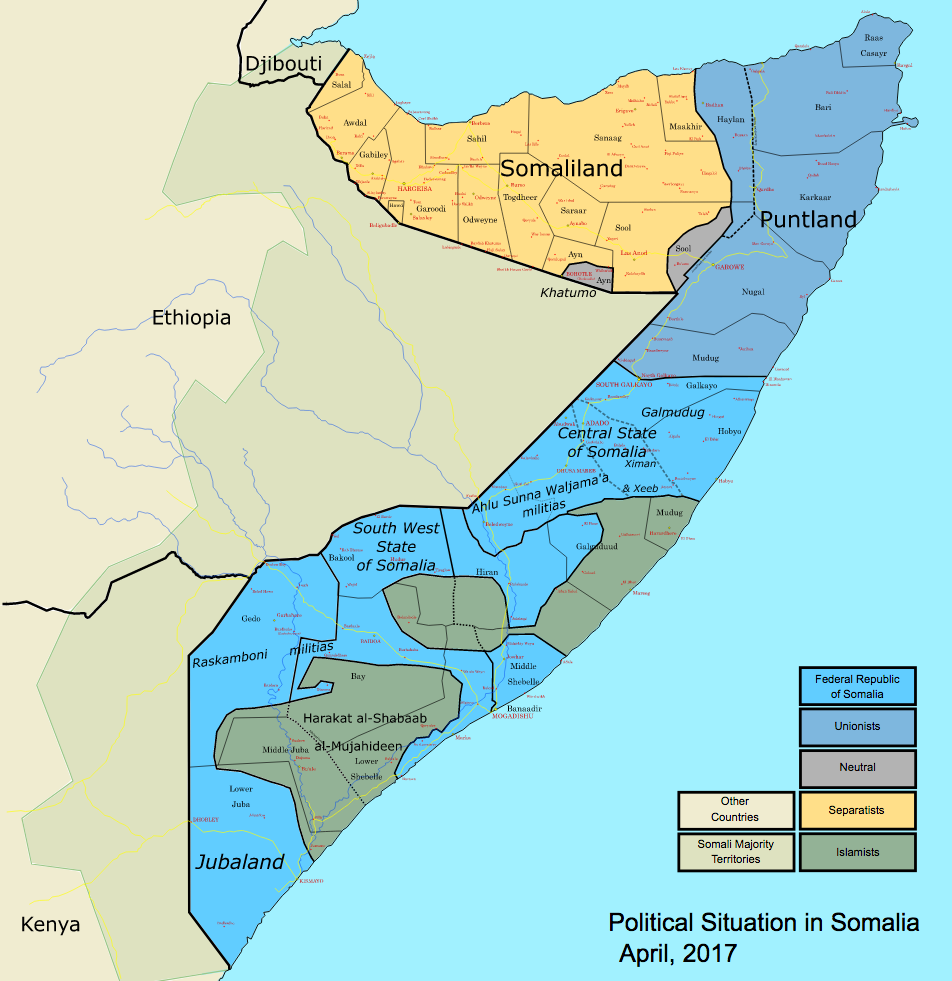
現在のソマリアの勢力図。水色がソマリア連邦政府、緑色がイスラム勢力